# Carl Ferdinand von Stumm-Halberg

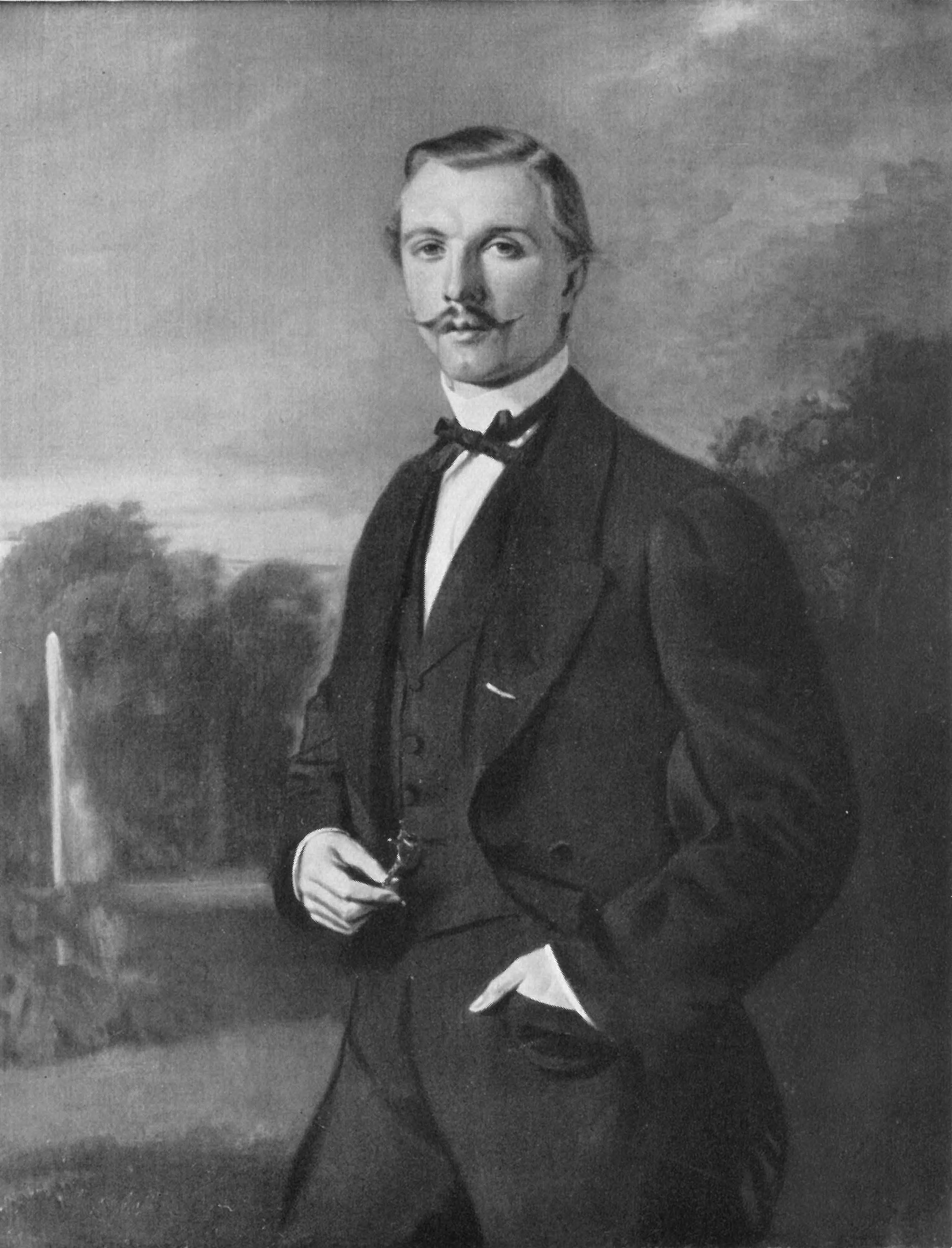
Carl Ferdinand von Stumm-Halberg

Carl Ferdinand Stumm (ab 1888:94 Freiherr von Stumm-Halberg; auch Karl-Ferdinand; * 30. März 1836 in Saarbrücken; † 8. März 1901 auf Schloss Halberg) war ein preußischer Montanindustrieller und freikonservativer Politiker. Als Geheimer Kommerzienrat, Freiherr, Abgeordneter im preußischen Abgeordnetenhaus, Reichstagsabgeordneter und Gründungsvorsitzender der Deutschen Reichspartei (Freikonservative Partei) war er einer der einflussreichsten Männer Preußens und eine der reichsten Personen des Deutschen Reiches.

## Leben und Werk

### Ausbildung und Familie
Carl Ferdinand Stumm wurde im Palais seines Großvaters Friedrich Philipp Stumm (1751–1835) am Saarbrücker Ludwigsplatz geboren. Er trat mit 22 Jahren, am 1. April 1858, in die Firma Gebrüder Stumm ein und übernahm die Werksleitung des Neunkircher Eisenwerkes. Er trat damit in die Fußstapfen seines durch Freitod verstorbenen Vaters Carl Friedrich Stumm (1798–1848), der das Unternehmen seit 1835 als Alleininhaber geführt hatte. Stumm entstammte der Industriellenfamilie Stumm, die am 22. März 1806 die Neunkircher Hütte und Anteile an weiteren Eisenhütten im Saarrevier gekauft hatte. 1848 hatte zunächst Carl Ferdinands Onkel Carl Böcking die Leitung der Eisenwerke übernommen, so dass der Jüngling seine Ausbildung abschließen konnte: Nach dem Besuch der Realschule in Mainz und der renommierten technischen Oberrealschule in Siegen, wo er mit 16 Jahren das Abitur ablegte, absolvierte er von 1852 bis 1854 Praktika im Neunkircher Werk und auf der Sayner Hütte, besuchte danach alle größeren Eisenwerke am Niederrhein und in Westfalen, leistete seine einjährig-freiwillige Militärdienstzeit im Garde-Dragoner-Regiment und studierte bis 1858 in Bonn und Berlin Rechtswissenschaft, Staatswissenschaften und Eisenhüttenkunde. Seit 1857 war er Mitglied des Corps Guestphalia Bonn.
Carl Ferdinand heiratete am 31. Mai 1860 in Asbacherhütte seine Cousine 2. Grades Ida Charlotte Böcking (1839–1918), die aus einer mit den Stumms verschwägerten Industriellendynastie stammte und die Enkelin des früheren preußischen Bergrats und Saarbrücker Bürgermeisters Heinrich Böcking war. Aus der Ehe gingen fünf Kinder hervor, u. a. Tochter Bertha, die in zweiter Ehe mit Adalbert von Francken-Sierstorpff verheiratet war. Doch fand sich unter ihnen kein Nachfolger für die Leitung des Unternehmens nach seinem Tod, auch nicht unter den Schwiegersöhnen. Er nahm am Krieg von 1870/71 als Offizier teil, war Rittmeister der preußischen Landwehr und wurde mit dem Eisernen Kreuz ausgezeichnet.
Carl Ferdinand und Ida hatte einen Sohn und vier Töchter:
- Ida Louise Henriette (* 5. April 1861; † 22. Februar 1916) ⚭ Conrad von Schubert (1847–1924)
- Elisabeth Maria (* 12. Mai 1863; † 22. Februar 1911) ⚭ Willi Braun († 1900)
- Helene Karoline (* 17. November 1865; † 13. Mai 1933) ⚭ Waldemar Anno von Heimburg (1860–1922)
- Rudolf Karl Heinrich (* 24. April 1874; † 23. März 1875)
- Bertha (* 22. Februar 1876; † 30. Januar 1949) ⚭ (1) Hellmuth Freiherr Lucius von Stoedten (1869–1934); (2) Adalbert Graf von Francken-Sierstorpff (1856–1922)

### Unternehmen
Das Fischbacher und das Halberger Werk wurden 1860 verkauft und die Produktion in Neunkirchen konzentriert. Um diese Zeit wurden in Neunkirchen 10.000 t Roheisen erblasen und 26.000 t verarbeitet, 1/33 des deutschen Jahresverbrauchs. Unter Carl Ferdinand, der seit dem Ausscheiden Carl Böckings 1871 das Familienunternehmen bis zu seinem Tod 1901 alleine führte, stieg das Unternehmen Gebrüder Stumm zu einem Marktführer der eisenschaffenden Industrie auf. 1891 wurde eine neue Hochofenanlage bei Ueckingen in Betrieb genommen, die Neunkirchen an Roheisenerzeugung übertraf (1901 in Neunkirchen 107.000 t, in Ueckingen 157.000 t). Die Hütte beschäftigte in Neunkirchen im Jahr 1861 1200 Arbeiter mit 3000 Angehörigen und im Jahr 1900 4.219 Arbeiter mit 10.716 Angehörigen. 1900 kam der Haushaltsausschuss des Reichstages zu der Erkenntnis, dass Krupp und Stumm als die beiden einzigen Produzenten von Panzerplatten Preisabsprachen getroffen hatten. Das auf 16 Jahre verteilten Ausgaben des Reiches für Panzerplatten beliefen sich demnach auf 260 Millionen Mark. Bei Krupp und Stumm wären von diesen Ausgaben 130 Millionen Mark als Reingewinn verblieben. Von 1886 bis 1901 war er Präsident der Industrie- und Handelskammer des Saarlandes.
Da Carl Ferdinand Stumm keinen männlichen Nachkommen hatte, konnte die Familientradition, das Unternehmen nur an einen Sohn weiterzugeben, nicht fortgesetzt werden. Nach Stumms Tod traten zwar am 4. April 1901 der kaufmännische Leiter Theodor Zilliken und der technische Leiter Fritz Horn vorübergehend als persönlich haftende Gesellschafter in das Unternehmen ein, jedoch war keiner der Miteigentümer in der Lage, diese Rolle auf Dauer zu übernehmen. Damit war die Fortführung als Kommanditgesellschaft unmöglich. Am 31. März 1903 wurde das Unternehmen in eine Gesellschaft mit beschränkter Haftung umgewandelt und firmierte fortan als Gebr. Stumm GmbH. Zum Vorsitzenden des Aufsichtsrats wurde Carl Ferdinands Bruder, Botschafter a. D. Wirklicher Geheimer Rat Ferdinand Eduard von Stumm berufen. Die Erben von Carl Ferdinand wurden durch seinen ältesten Schwiegersohn Generalleutnant Conrad von Schubert vertreten, der stellvertretender Vorsitzender des Aufsichtsrats wurde.:127–128

### Politik

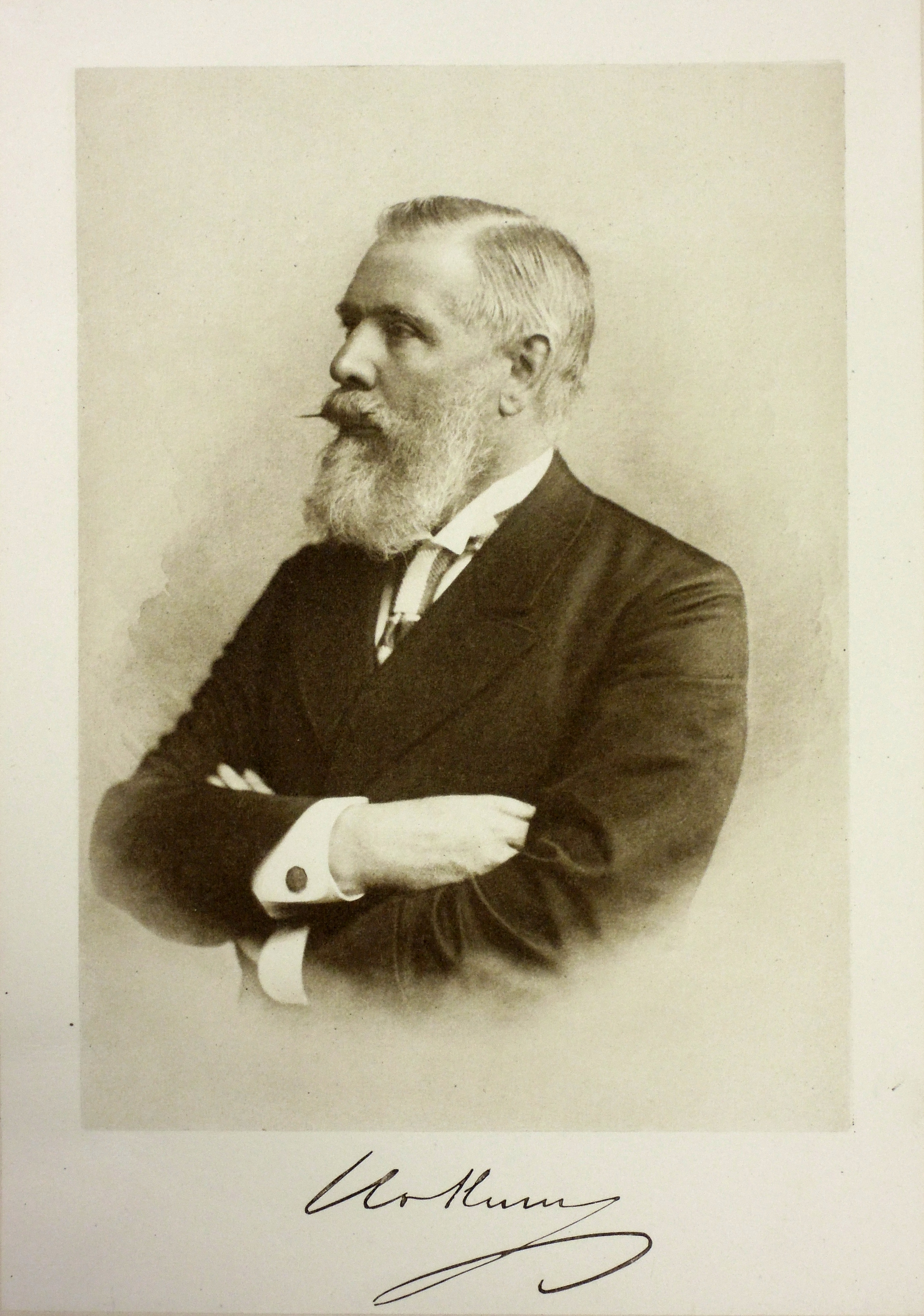
Carl Ferdinand von Stumm-Halberg

Stumm engagierte sich maßgeblich von einem autoritär-patriarchalischen Standpunkt aus in sozialen Fragen sowohl als Industrieller wie auch später als Politiker. Er war Mitbegründer der 1867 gegründeten Freikonservativen Partei. Er erhielt 1867 ein Abgeordnetenmandat im Reichstag des Norddeutschen Bundes und im Preußischen Abgeordnetenhaus. Von 1871 bis 1881 war er Abgeordneter des Deutschen Reichstages für den Wahlkreis Trier 6 (Ottweiler – St. Wendel – Meisenheim), wozu er auf seinen Sitz im preußischen Abgeordnetenhaus verzichtete. Hier wirkte er im Wesentlichen bei der Gestaltung der Wirtschafts- und Sozialpolitik des Kaiserreiches mit. Im Reichstag bekämpfte er die Bismarcksche Sozialgesetzgebung und unterstützte zugleich den Kampf gegen die Sozialdemokratie. 1895 war von Stumm-Halberg treibende Kraft der Umsturzvorlage und 1899 der Zuchthausvorlage. Er führte auch eine aggressive Auseinandersetzung mit den sogenannten Kathedersozialisten. 1882 wurde er ins Preußische Herrenhaus berufen, nachdem er 1881 nicht wieder für den Reichstag kandidiert hatte.
In der Wirtschaftspolitik trat er für Schutzzölle im Interesse des eigenen Unternehmens ein. Er verfolgte eigennützig den Bau eines Kanals von der Saar zum Rhein über Neunkirchen (Saar-Pfalz-Kanal), um seinem Unternehmen eine bessere Verkehrsanbindung zu verschaffen. Zugleich versuchte er, den geplanten Ausbau der Saar zu verhindern, da davon die konkurrierende Völklinger Hütte der Familie Röchling profitiert hätte. Stumm war ein überzeugter Vertreter eines Obrigkeitsstaates und konservativen Paternalismus, was sich im Führungsstil des Stahlwerkes deutlich ausdrückte. Das Mildern der sozialen Probleme seiner Arbeiterschaft (beispielsweise Bau eines Krankenhauses und einer Kirche aus privaten Mitteln in Brebach) war Mittel zum Zweck, um sie ruhig und produktiv zu halten. Er gewährte soziale Versorgung und verlangte dafür unbedingten Gehorsam. Dies führte so weit, dass seine Arbeiter ihn vor einer Heirat um Erlaubnis fragen mussten. In seinem Herrschaftskreis gestattete er Arbeitern weder Raum für Eigeninitiativen, noch Möglichkeiten für politische oder gewerkschaftliche Tätigkeiten. Wie Alfred Krupp gilt auch Stumm-Halberg als „militante[r] Vertreter des ‚Herr-im-Hause‘-Standpunktes“.
Stumm wurde in einer Ersatzwahl am 20. März 1889 erneut für den Wahlkreis Trier 6 in den Reichstag gewählt, wo er sich der Fraktion der Reichspartei anschloss. Dem Reichstag gehörte er ununterbrochen bis zu seinem Tode an. Im Jahr 1896 war er Mitglied der XII. Kommission des Reichstags, welche die abschließenden Beratungen zum Text des BGB vor der Plenardebatte im Reichstag vornahm. Er nahm dort insbesondere Einfluss im Familienrecht. Dort vertrat er die formal von seinem Fraktionskollegen Moritz Pauli gestellten „Anträge Pauli“. In diesen Anträgen wurde in insgesamt 32 Punkten eine Besserstellung der Frau verlangt. Ausgearbeitet wurden sie von der Juristin Emilie Kempin in Zusammenarbeit mit Stumm. Inhaltlich gehen die Verbesserungen zugunsten der Frauen nicht so weit, wie es die zeitgenössische Frauenbewegung verlangte, aber übernahmen einige wichtige Punkte der Frauenforderungen (z. B. Gütertrennung als gesetzliches Güterrecht, Gleichstellung der Frau im Vormundschaftsrecht). Im Bereich des Familienrechts stimmte der ansonsten rechtskonservative Politiker in zentralen Punkten gemeinsam mit linksliberalen „Freisinnigen“ und SPD gegen die Kommissionsmehrheit.
In seiner Heimat, dem Saarrevier, führte Stumms Politik in den 1880er- und 1890er-Jahren zu einem erbitterten Konflikt mit der in der sozialen Frage engagierten evangelischen Kirche. Stumm, der ein ausgewiesener Mäzen der evangelischen Kirche war, griff sozialpolitisch engagierte Pfarrer, die evangelischen Arbeitervereine und die kirchliche Presse scharf an und schreckte auch vor Zensur und politischem Druck nicht zurück. Der Brebacher Pfarrer Paul Haustein galt als Freund der Familie.

### Schloss Halberg

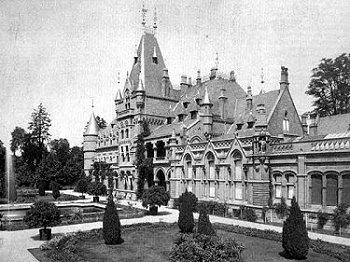
Schloss Halberg vor 1945

Die Familie bewohnte zunächst das Stummsche Herrenhaus an der Saarbrücker Straße in Neunkirchen (1945 zerstört) in unmittelbarer Nachbarschaft des Werks. Ab 1875 erwarb Stumm Gelände auf dem Saarbrücker Halberg und ließ in den Jahren 1877 bis 1880 dort im Wettbewerb mit seinen Brüdern Ferdinand Eduard von Stumm und Hugo Rudolf von Stumm, die gleichfalls prächtige Schlösser im Stil des Historismus erbauen ließen (Schloss Rauischholzhausen und Schloss Ramholz), das neogotische Schloss Halberg sowie die nahegelegene Stumm-Kirche nach Entwürfen der hannoverschen Architekten Edwin Oppler und Ferdinand Schorbach errichten. Den umgebenden Landschaftspark gestaltete der Frankfurter Gartenarchitekt Heinrich Siesmayer. Am 28. Mai 1888:94 erhielt Stumm wie auch seine Brüder von Kaiser Friedrich III. den Adelsbrief mit Ernennung zum Freiherrn von Stumm und 1891 die Genehmigung zum Tragen des Doppelnamens von Stumm-Halberg, der an den Besitz des Halbergs gebunden war. Als Gast des Freiherrn von Stumm-Halberg weilte 1892 Kaiser Wilhelm II. auf Schloss Halberg. Während Schloss Halberg heute durch Modernisierungen stark verändert ist, sind die Schlösser und Parkanlagen seiner Brüder Ferdinand (Schloss Rauischholzhausen), und Hugo (Schloss Ramholz) noch näher am originalen Zustand erhalten. Die älteste Tochter Ida Louise Henriette (verheiratet mit Conrad von Schubert) erhielt als Mitgift das Weingut Maximin Grünhaus. Der Stummsche Familienfriedhof an der Zufahrtsstraße zum Halberg, auf dem Stumm und seine Angehörigen begraben liegen, wurde Ende des 20. Jahrhunderts vandalisiert und alle gusseisernen Grabmonumente geraubt. Mittlerweile hat die Familie den Friedhof restauriert und wieder weihen lassen.

### Nachwirkung

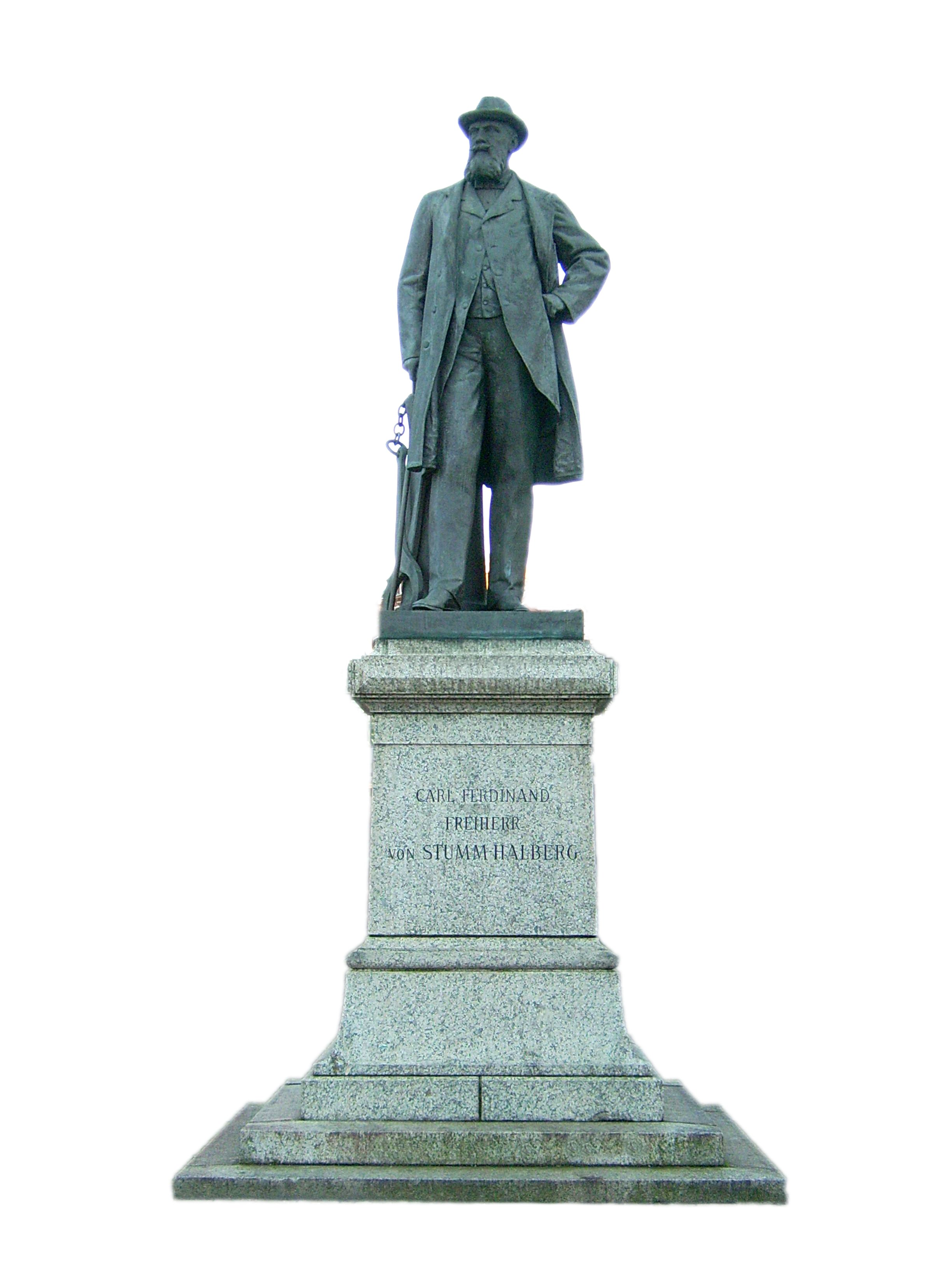
Stumm-Denkmal in Neunkirchen (Saar)

Stumms bestimmender Einfluss auf die Wirtschafts- und Sozialpolitik Kaiser Wilhelms II. in den 1890er Jahren führte dazu, dass in Berlin von der „Ära Stumm“ gesprochen wurde. Bismarck soll ihn „König Stumm“, Friedrich Naumann ihn wegen seines Reichtums und seines Auftretens „den Scheich von Saarabien“ genannt haben. Im saarländischen Volksmund wurde ihm der Name „Schlacke-Karl“ gegeben. Der Gemeinde Neunkirchen stiftete Stumm zusammen mit seinen Brüdern in den Jahren 1867 bis 1869 die im neogotischen Stil errichtete evangelische Christuskirche am Unteren Markt, die in heraldisch stilisierter Form als „neue Kirche“ in das Wappen der Kreisstadt aufgenommen wurde. Neben der Teilfinanzierung des Baues der katholischen Marienkirche in Neunkirchen durch den hannoverschen Architekten Ferdinand Schorbach (1846–1912), die in den Jahren 1884 bis 1885 im neoromanischen Stil errichtet wurde, stiftete Stumm noch weitere gemeinnützige Einrichtungen.
Im Jahr 1902 wurde ihm in Neunkirchen an zentraler Stelle ein Denkmal errichtet. Das überlebensgroße Bronzestandbild (Ende des 20. Jahrhunderts in die Stummstraße am Stummplatz versetzt) zeigt Stumm als Unternehmer mit Symbolen der Montanindustrie (Luppenzange und Kokille). Der bekannte Berliner Bildhauer Fritz Schaper schuf es, der Bronzeguss erfolgte in der Aktiengesellschaft vorm. Hermann Gladenbeck u. Sohn in Berlin-Friedrichshagen. Das Denkmal wies nach dem Zweiten Weltkrieg eine kleine „Kriegsverletzung“ durch einen Granatsplitter am Oberschenkel auf, die Ende des 20. Jahrhunderts „geheilt“ wurde.
Stumms Witwe veranlasste im Jahre 1902 zu seinem Andenken die Herausgabe einer Edition seiner politischen Reden durch Alexander Tille, die ursprünglich auf acht Bände veranschlagt war.
Von Stumm-Halberg stiftete den Bismarckturm von Landstuhl, der 1900 auf dem Kirchberg westlich der Stadt errichtet wurde und dessen Baukosten sich auf insgesamt 27.000 Goldmark beliefen. Der Turm steht noch heute und hat eine Höhe von 19 Metern. An seiner Eingangsseite erinnert eine Bronzetafel an den Stifter. 2009 wurde vom „Musicalprojekt Neunkirchen“ das Musical „Stumm“ geschaffen.
Zu seinem einhundertsten Geburtstag setzte seine Tochter, Bertha Gräfin von Francken-Sierstorpff, ihm ein Denkmal, indem sie für das Erscheinen der Lebensbeschreibung aus der Hand des jungen Historikers Fritz Hellwig sorgte.

## Schriften
Die Reden des Freiherrn Carl Ferdinand von Stumm-Halberg. Historisch-kritische Gesamtausgabe. besorgt von Alexander Tille. 12 Bände. O. Elsner, Berlin 1906–1915.